# Mad (magasin)
 For alternative betydninger, se Mad (flertydig). (Se også artikler, som begynder med Mad)
Mad er et amerikansk humoristisk magasin, grundlagt af redaktør Harvey Kurtzman og udgiver William Gaines i 1952. Bladet blev lanceret som en tegneserie, før det blev et tidsskrift. Det blev ofte efterlignet og uhyre indflydelsesrigt og har påvirket ikke kun satiriske medier, men hele det kulturelle landskab i det 20. århundrede.
| Anime eller manga | Spire Denne artikel om medie og kommunikation er en spire som bør udbygges. Du er velkommen til at hjælpe Wikipedia ved at udvide den. |

1. ↑  Navnet er anført på engelsk og stammer fra Wikidata hvor navnet endnu ikke findes på dansk.